# Riyal tunisino
Il riyāl tunisino (in arabo ريال تونسي‎?), o piastra tunisina, è stata l'antica moneta della Tunisia usata fino al 1º luglio 1891, data in cui fu sostituita dal franco tunisino.
Secondo il decreto del Bey di Tunisi del 23 ottobre 1855, un riyāl aveva il valore di 2,7873 grammi d'argento e 0,1755 grammi d'oro. Il valore, al momento dell'abolizione, era di 0,6 franchi tunisini. La moneta d'oro era rappresentata dal sultani (zecchino o maḥbūb), del peso di circa 3,5 grammi, che veniva coniato a Costantinopoli.
Tutte le altre monete erano coniate a Il Bardo. La prima banconota fu emessa nel 1847 per un valore di cinquanta riyāl.

## Evoluzione

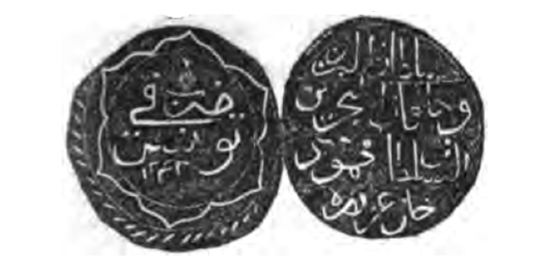
Riyal del 1808

Il riyāl tunisino ha subito diverse variazioni del peso e del titolo, principalmente a partire dalla fine del regno di al-Husayn II ibn Mahmud. Inizialmente le monete pesavano quindici grammi e un poco più di un quarto di grammo (2,642 dieci-millesimi) mentre il peso di quelle successive era di undici grammi e 481 millesimi.

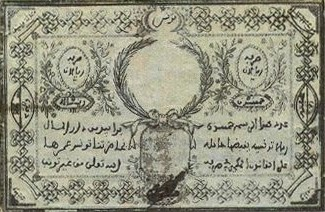
Banconota da 50 riyāl del 1847

La moneta raffigurata a destra porta il nome di Mahmud II, trentesimo sultano ottomano, che regnò a Costantinopoli tra il 1808 e il 1839.

## Suddivisioni
Un riyāl era suddiviso in sedici kharūba e quaranta para.
- Il nasri (o aspro) valeva 1/52 di riyāl.
- Il fals (o burbine) valeva la 1248ª parte del riyāl.
- Il kafsī o burbe (dal valore di sei fals) era la tredicesima parte della kharūba e la 208ª parte del riyāl.

## Metalli
- Il riyāl e la kharūba erano monete d'argento.
- Il nasrī, il fals e il kafsī erano di rame.